# Болдерая
Бо́лдера́я (латыш. Bolderāja) — микрорайон в составе Курземского района Риги. Расположен на левом берегу Даугавы, вдоль протоки Булльупе. Граничит с микрорайонами Даугавгрива, Волери, Спилве и Клейсты.

## География
Болдерая расположена на северо-западе Риги, в 2 км от Рижского залива Балтийского моря. С севера омывается водами протоки Булльупе (рукав реки Лиелупе), с востока — протокой Хапака-гравис.
На юго-западной окраине микрорайона в результате разработки песка для силикатного завода образовался карьер, заполнившийся водой. В нём обитает несколько видов рыб, а также раки.

## История
Вероятно, что область современного района начала заселяться X веке, и первоначально Болдерая представляла собой рыбацкий поселок, территория которого принадлежала немецким землевладельцам.
В 1536 году, во времена господства феодальных сеньоров — Ливонского ордена и Рижского архиепископа, на карте Риги впервые появился маяк в Дюнамюнде.
К началу XVII века Болдерая стала значимым пунктом для курляндских торговцев, так как там в 1603 году была организована Рижская городская таможня.
Названием Болдерая обязана Йоханну Булдрингу, в чьём владении с 1495 года находились земли вдоль нынешней реки Булльупе, а тогда называемой Bulderaa («Aa» на нижненемецком диалекте — «река»). Отсюда же произошёл топоним «Булдури».
Впервые показана (под названием Boldra) на карте Луки Вагенера в 1583 году.
К XVIII веку население Болдераи состояло преимущественно из семей рыбаков и моряков. Жилая застройка была преимущественно деревянной, как одноэтажной, так и двухэтажной (некоторые её образцы конца XIX века сохранились до сегодняшних дней).
В 1818 году была сооружена новая, более высокая и массивная деревянная башня Даугавгривского маяка на каменном цоколе, после появления которой поменялся «стиль» освещения: старому принципу костра пришёл на смену способ освещения с помощью масляных фонарей, оснащённых рефлекторами.
В 1830-40-е годы в Болдерае началось судостроение.
В 1852 году была протянута телеграфная линия Рига — Болдерая.
Судьба района изменилась, когда в 1873 году была проведена железнодорожная линия Рига — Болдерая (Остасдамбис). Начали появляться промышленные предприятия, преимущественно деревообрабатывающие заводы (а также льноджутовая прядильная и ткацкая фабрика). Таким образом, к началу XX века Болдерая стала аванпортом Риги и промышленной слободой. Застройка велась на частных землях и сильно пострадала во время Первой мировой войны.
В 1924 году слобода была присоединена к Риге.
В 50-х годах XX века был построен рабочий посёлок при заводе силикатного кирпича с типовыми многоквартирными жилыми домами (архитектор П. А. Селецкий). Детальная планировка района была разработана в 1965 году в институте «Латгипрогорстрой» (архитекторы Г. И. Мелбергс, Л. К. Мунтере, И. А. Страутманис). Она предусматривала создание двух жилых микрорайонов, общественно-торгового центра, зоны отдыха и спорта, сетей транспортных и инженерных коммуникаций. Над проектами зданий работали архитекторы Л. К. Наглиньш, А. К. Витолс, В. В. Шнитников и другие.
Застройка района чрезвычайно разнообразна. Здесь можно встретить и обветшалые деревянные строения XIX века, и современные частные дома, и многоквартирные дома самых разных серий, от «сталинских» 2-этажек до многоэтажных новостроек.
С 1978 года в микрорайоне работал одноимённый кинотеатр «Болдерая» на 420 мест, построенный по типовому проекту. В 1990-е годы он закрылся, а затем был перестроен под супермаркет («Nelda», затем «Iki», на данный момент «Mego»).
В 1986 году был разработан проект реконструкции исторической застройки (архитекторы Э.Э Фогелис, Я. Я. Тауренс).

## Промышленность
В конце XIX века в Болдерае действовало 3 лесопилки, на которых было занято 569 рабочих, льно-джутовая прядильная и ткацкая фабрика (346 рабочих в 1900 году, 1100 в 1912 году). В 1914 году количество рабочих жителей достигло 10,5 тысяч человек (промышленные рабочие, моряки, лоцманы).
Активное промышленное развитие района происходило в советское время, когда здесь были построены или реконструированы ряд крупных предприятий.
- Болдерайский комбинат комплексной переработки древесины (1964)
- Рижское производственное объединение стройматериалов (производство силикатного кирпича и строительной керамики)
- Механический завод
- Фабрика «Лигнумс» Латвийского фанерного производственного объединения
- Филиал производственного объединения «Ригас текстилс»
- Судостроительный завод

## Транспорт
Автобус:
- № 3 — Даугавгрива — Плявниеки (Daugavgrīva — Pļavnieki).
- № 30 — Даугавгрива — Привокзальная площадь (Daugavgrīva — Stacijas laukums).
- № 36 — Вакарбулли — Иманта (Vakarbuļļi — Imanta).
- № 56 — Даугавгрива — Зиепниеккалнс (Daugavgrīva — Ziepniekkalns)

Железнодорожная станция Болдерая (код 097006) для пассажирского сообщения не используется.

## Достопримечательности
- Школы: № 19, № 33, Даугавгривская средняя школа, музыкально-художественная школа.
- Церкви: Лютеранская церковь, католическая церковь св. Марии, православный храм в честь новомучеников и исповедников российских.
- Военные сооружения: остатки береговой батареи «С»[7]
- Республиканский центральный яхтклуб
- Болдерайско-Приедайнская дюнная гряда

## Галерея

Церковь св. Марии
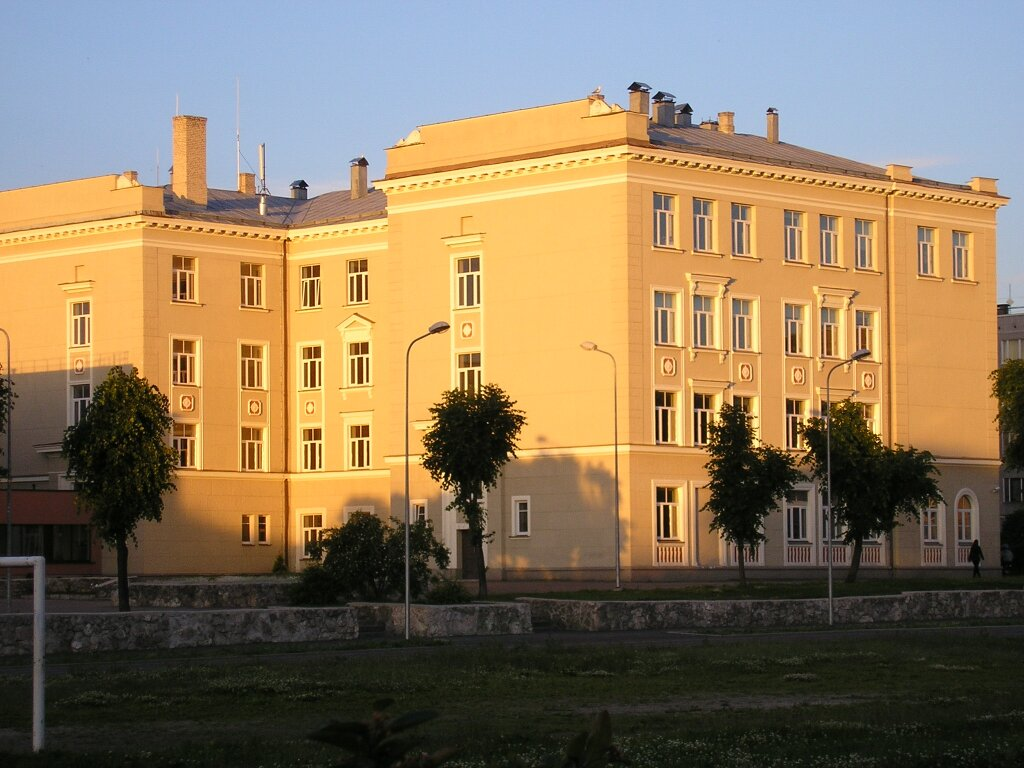
33-я школа
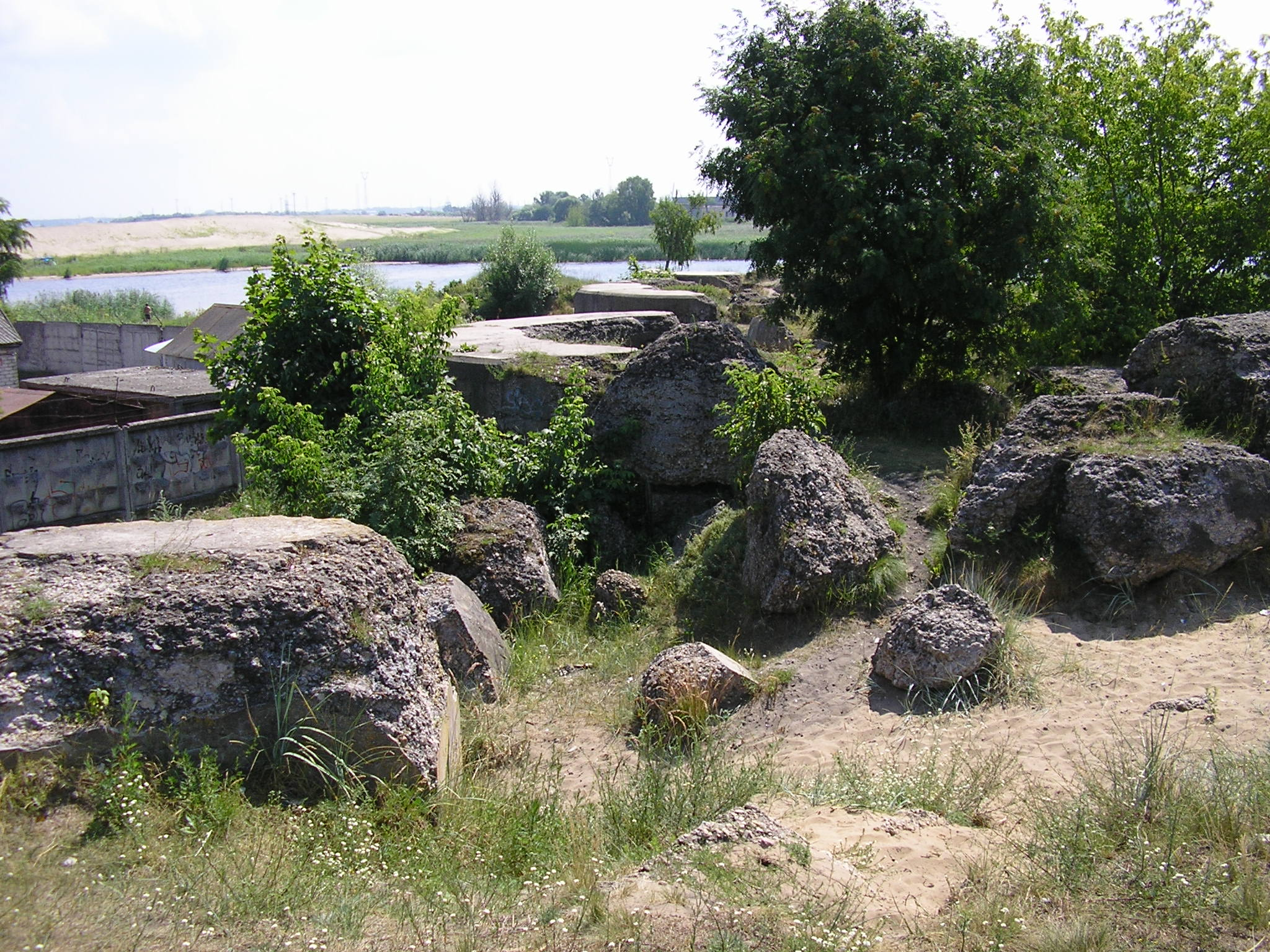
Остатки береговой батареи «C»

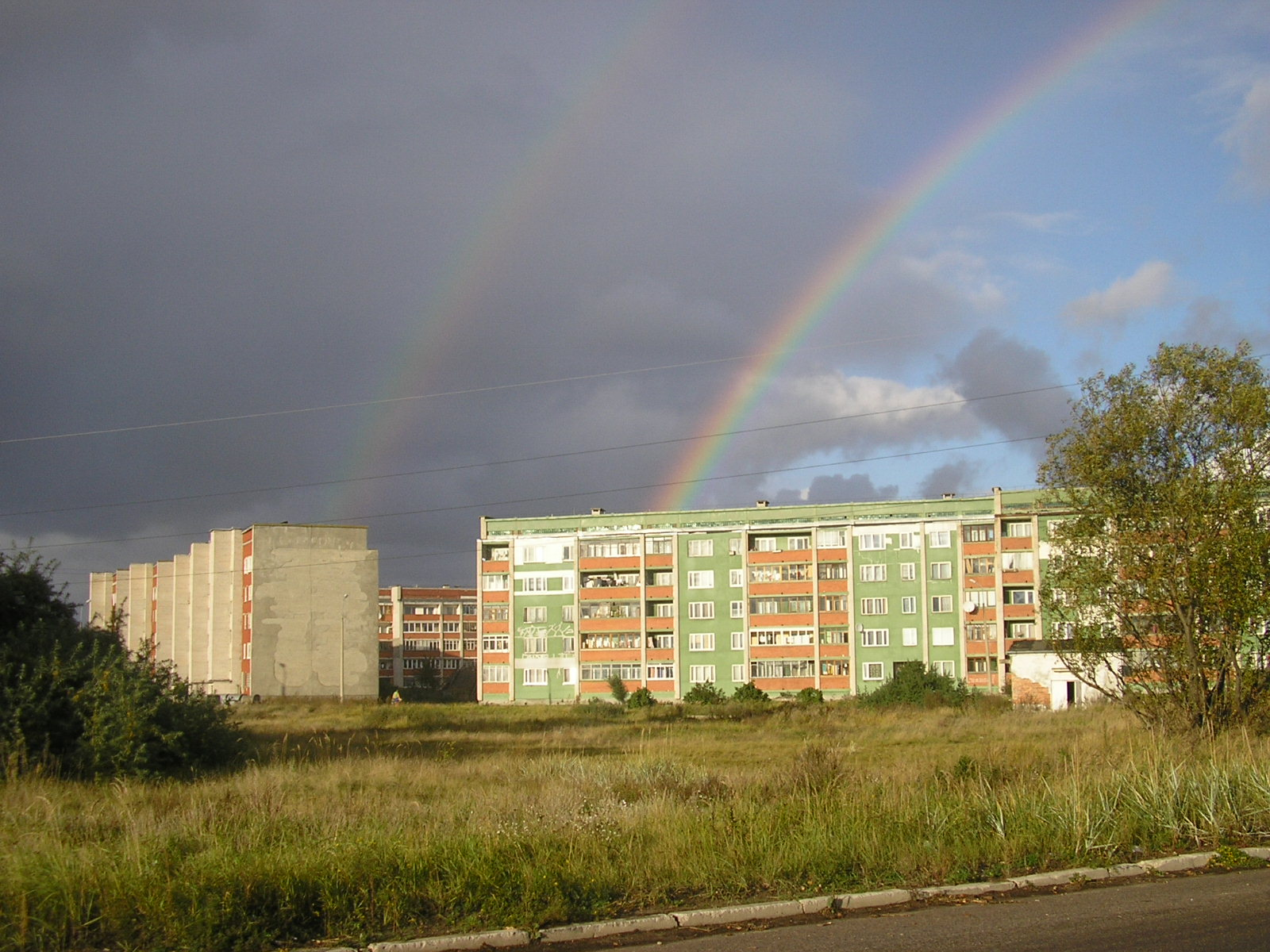
Радуга над Болдераей
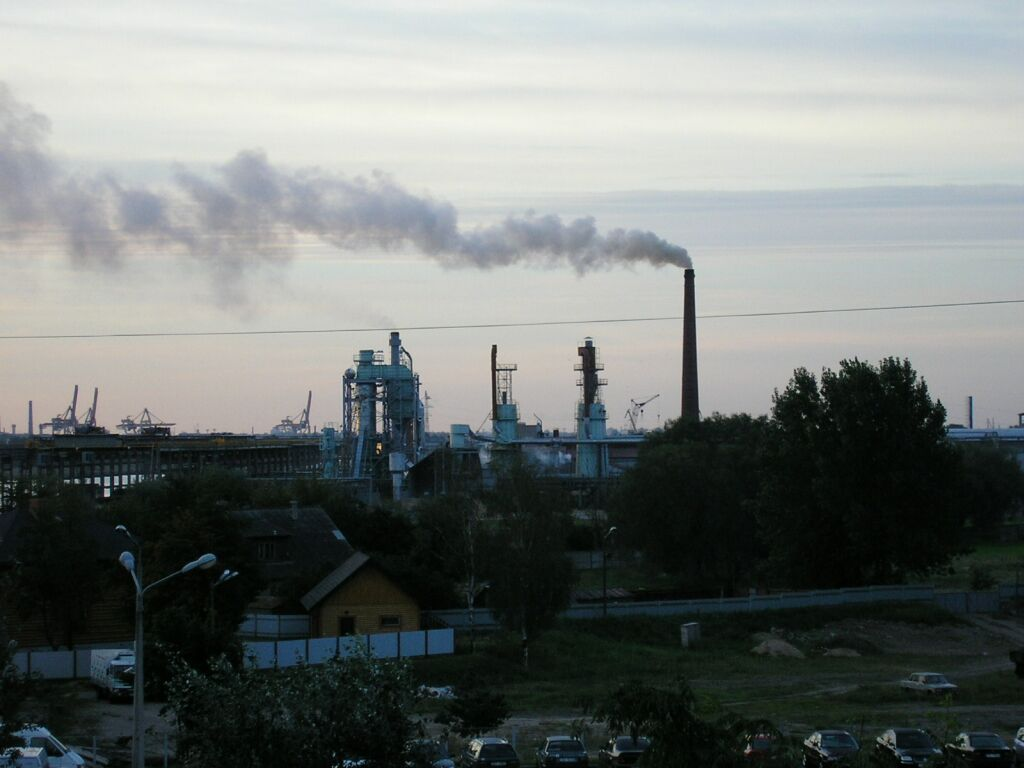
Комбинат переработки древесины
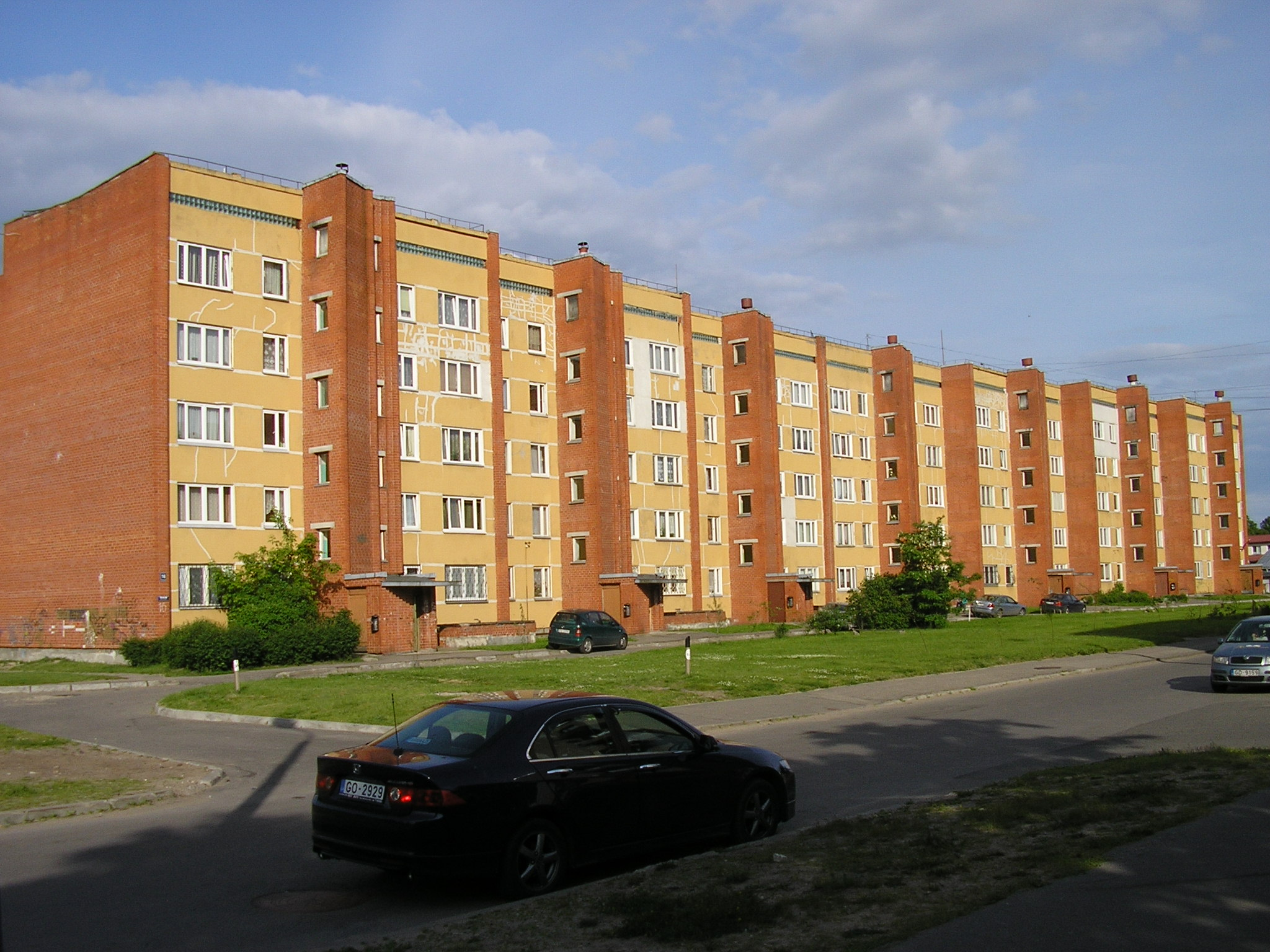
Дом 103-й серии
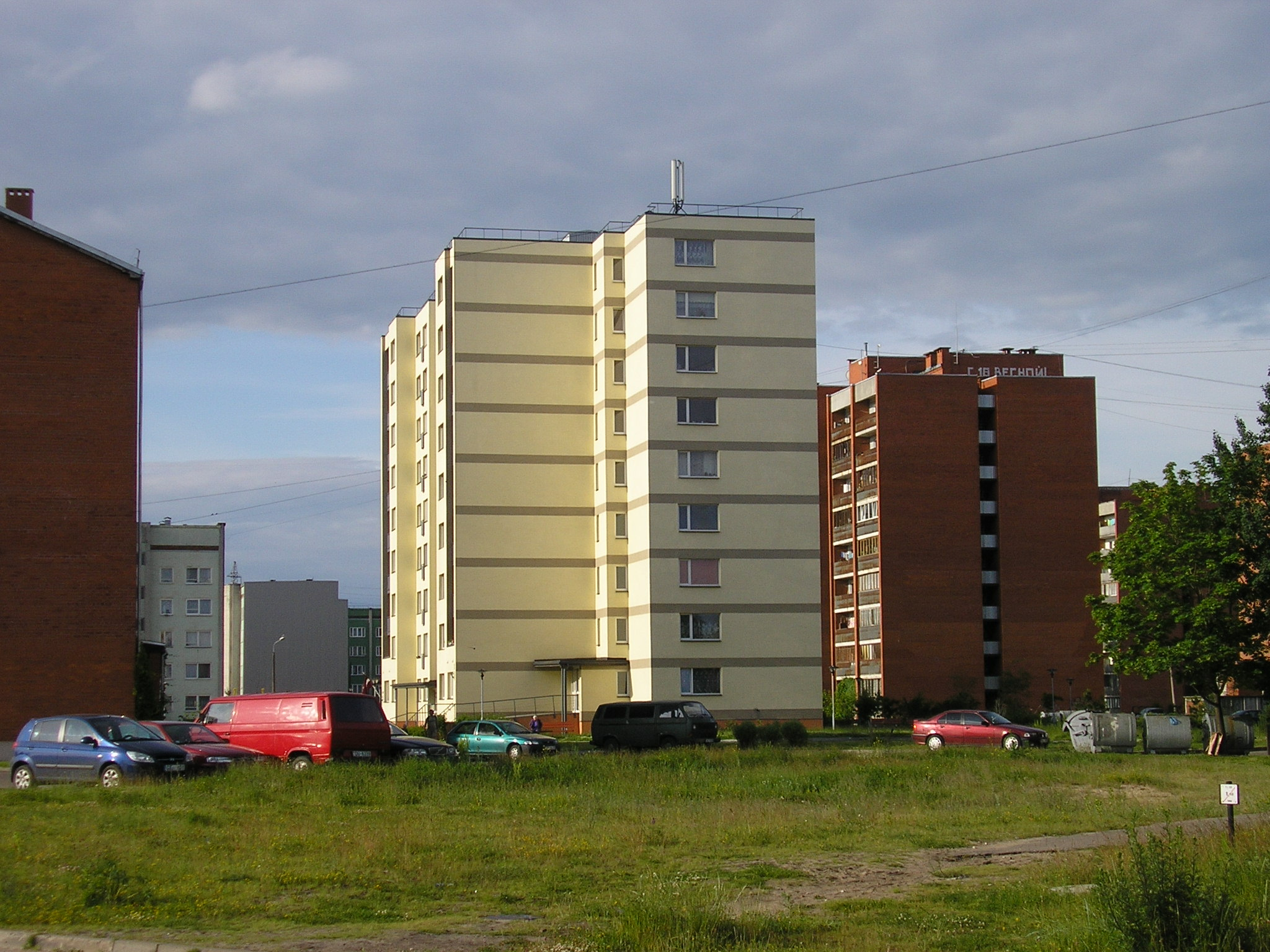
Новостройка
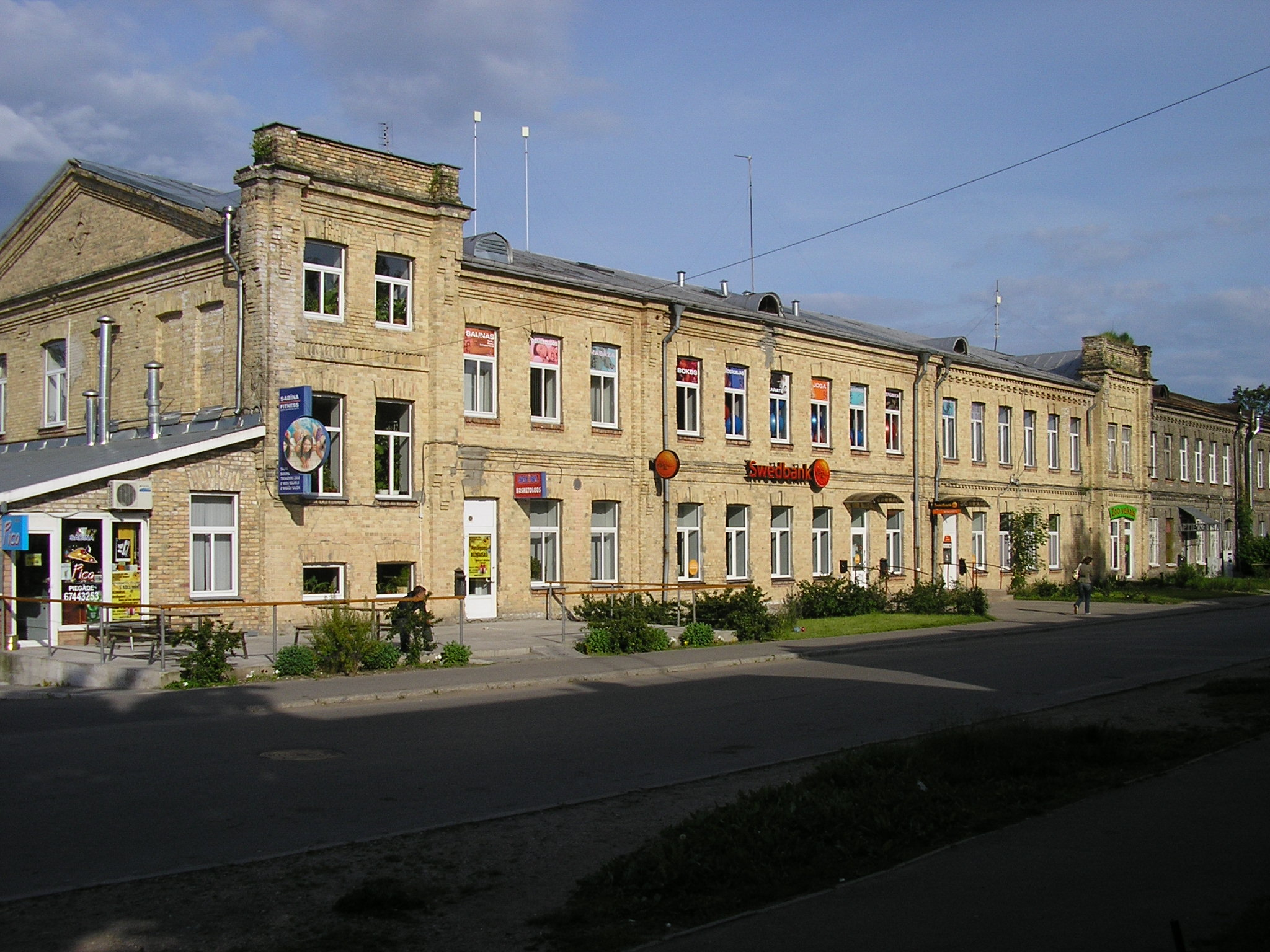
Магазины в бывших казармах
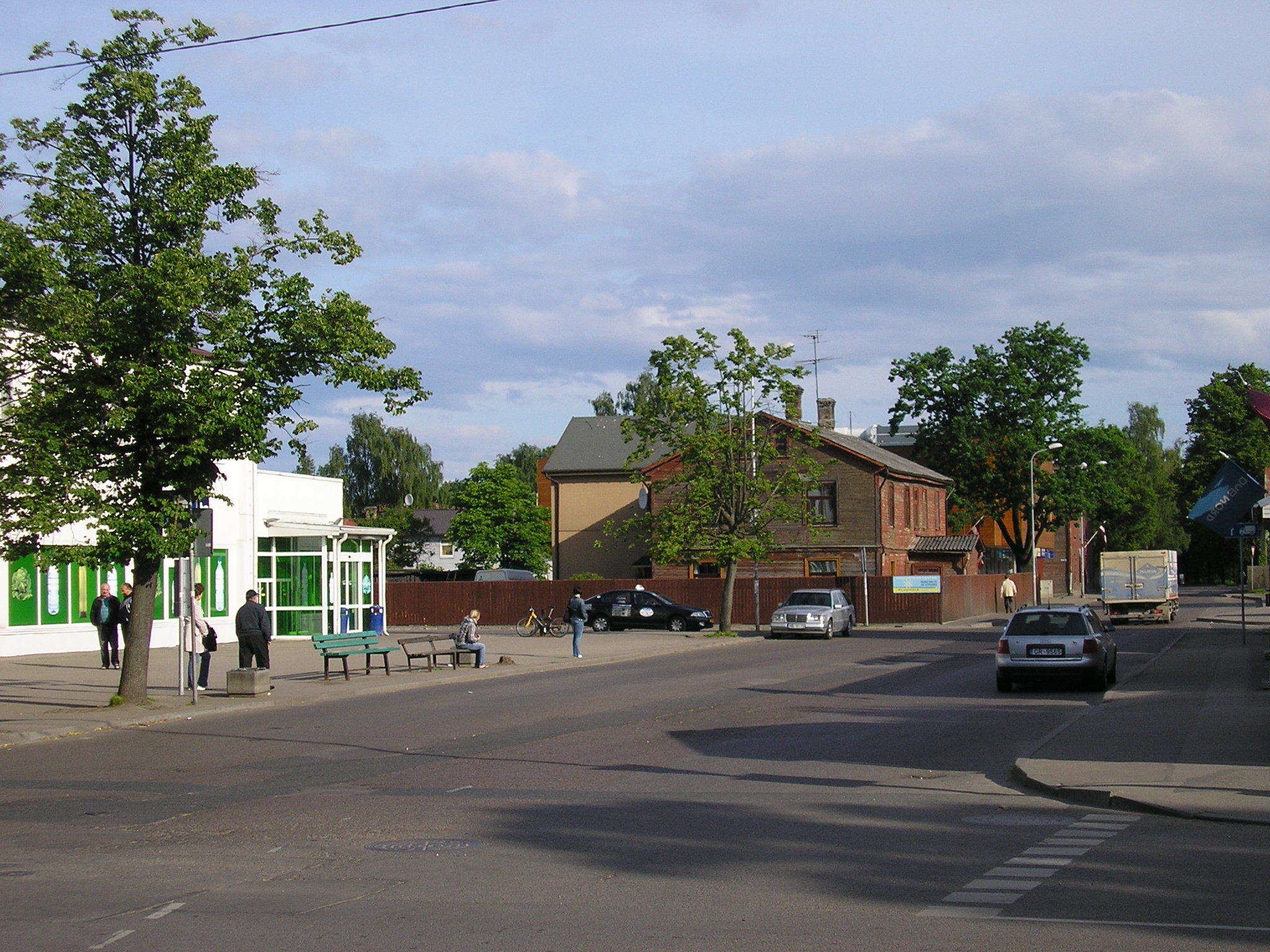
Перекрёсток ул. Гобас и Стурманю
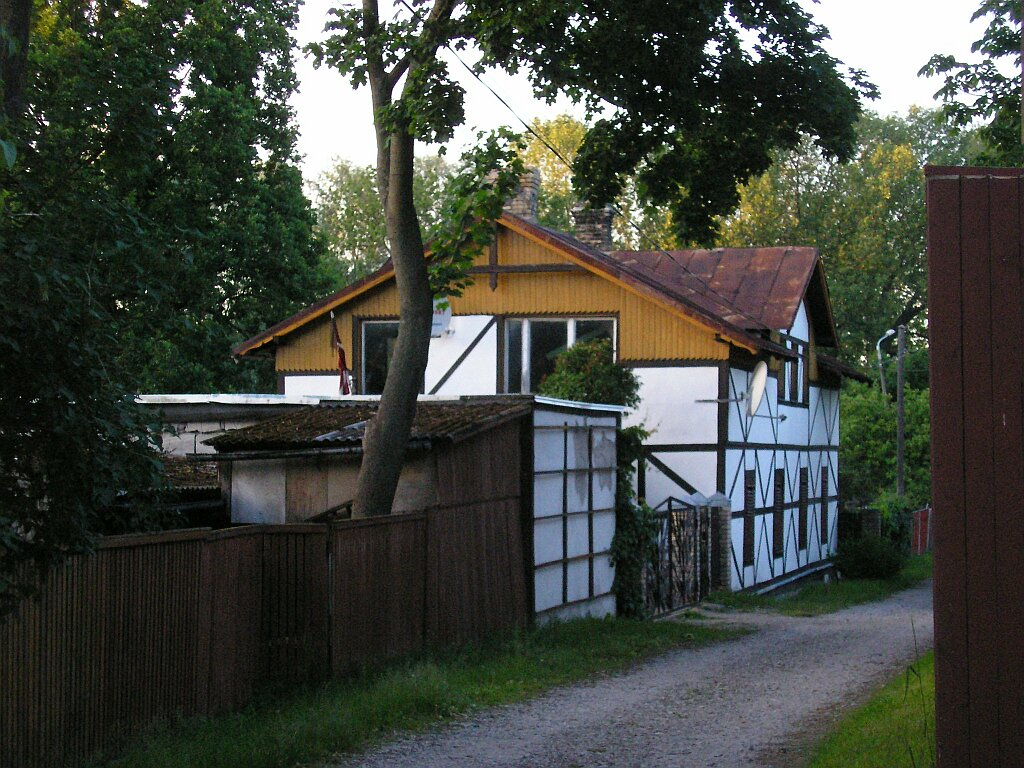
Улица Иевас
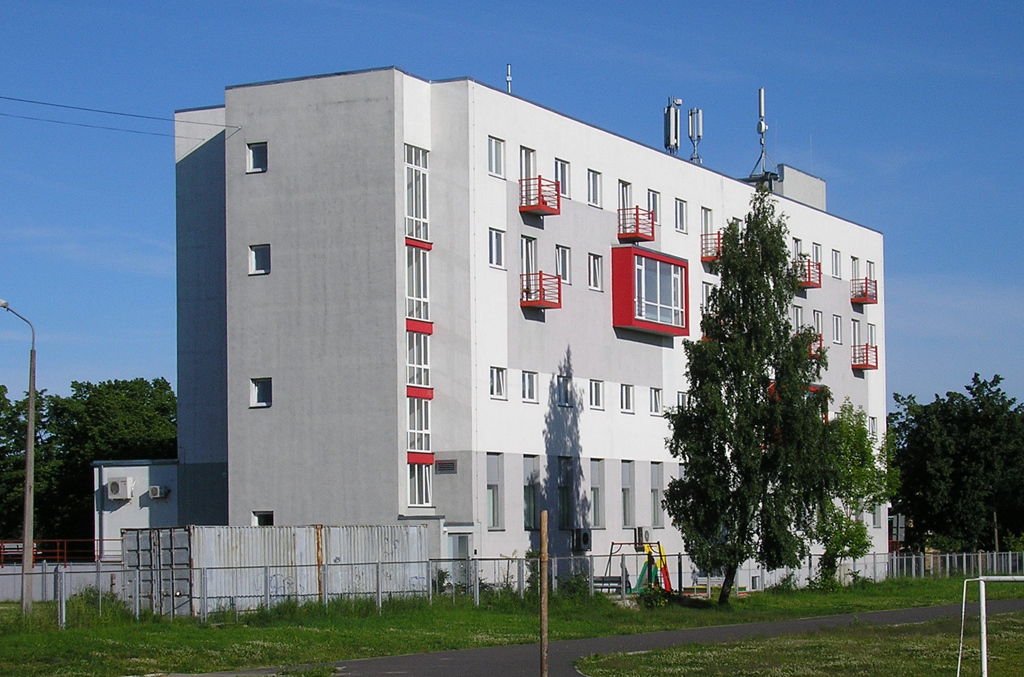
Дом, перестроенный из бывшей телефонной станции

## Известные люди
- Янис Рубертс (1874—1934) — офтальмолог, исследователь патологии глаза.
- Яков Легздин — полярный мореплаватель.
- Янис Гранте — латышский писатель, заслуженный деятель культуры Латвийской ССР.
- Анатолий Соловьёв — лётчик-космонавт, 65-й космонавт СССР[8].
- Юрий Богатырёв  — советский актёр театра и кино; народный артист РСФСР[9].
- Амината Савадого — латвийская певица, представительница Латвии на «Евровидении» в 2015 году.